# Szob
Szob (deutsch Zopp an der Donau, slowakisch Soba) ist eine ungarische Stadt im Kreis Szob im Komitat Pest. Auf einer Fläche von 17,97 km² leben 2944 Einwohner (Stand 2011). Seit 2000 hat der Ort den Status einer Stadt.

## Geografische Lage
Die Stadt liegt 38 Kilometer nordwestlich der Hauptstadt Budapest am linken, nördlichen Ufer der Donau, direkt an der westlich verlaufenden Grenze zur Slowakei.  Der 232,5 km lange Ipoly, ein linker Nebenfluss der Donau, mündet bei Szob als Grenzfluss in die Donau. Nachbargemeinden sind Zebegény, Ipolydamásd und Márianosztra. Jenseits der Grenze befindet sich der slowakische Ort Chľaba.
Der Burgus Szob ist ein ehemaliges römisches Militärlager.

## Sehenswürdigkeiten
- Börzsöny-Museum: Die im Jahr 1960 eröffnete Dauerausstellung umfasst mehr als 24.000 Stücke. Sie gibt Einblicke in die Geschichte des Ortes und der Umgebung von der Jungsteinzeit bis zur osmanischen Zeit. Vorhanden ist eine ethnographische und eine naturgeschichtliche Sammlung.
- Freundschafts-Säule (Barátság-oszlop), erschaffen 1976 von Mihály Pál jr.
- Frigyes-Kodály-Reliefgedenktafel, erschaffen von Imre Szabó
- Kalvarienberg (1881)
- Luczenbacher-Gedenksäule (Luczenbacher-emlékoszlop) aus dem Jahr 1904
- Marienstatue (Szeplőtelen Szűz Mária-szobor), erschaffen 1700
- Nepomuki-Szent-János-Statue aus dem Jahr 1758
- Pionier-Gedenkstein (Úttörő emlékkő), erschaffen 1978
- Römisch-katholische Kirche Szent László, erbaut 1775–1778
- Szent-László-Büste, erschaffen von Imre Szabó
- Tibor-Rusvay-Gedenktafel (Rusvay Tibor-emléktábla) am Grundschulgebäude
- Zoltán-Kodály-Büste, erschaffen von Sándor Krisztiáni

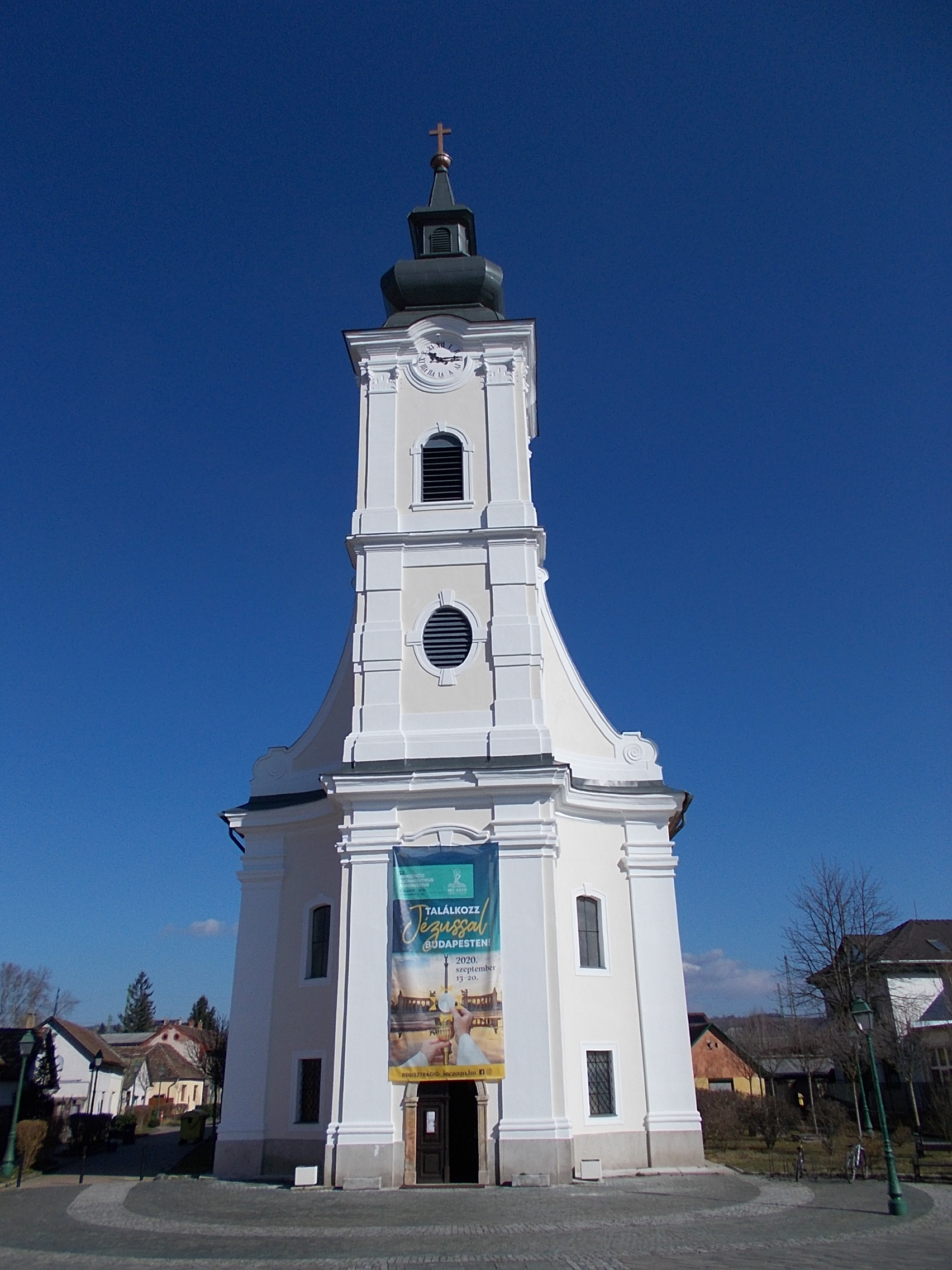
Römisch-katholische Kirche Szent László
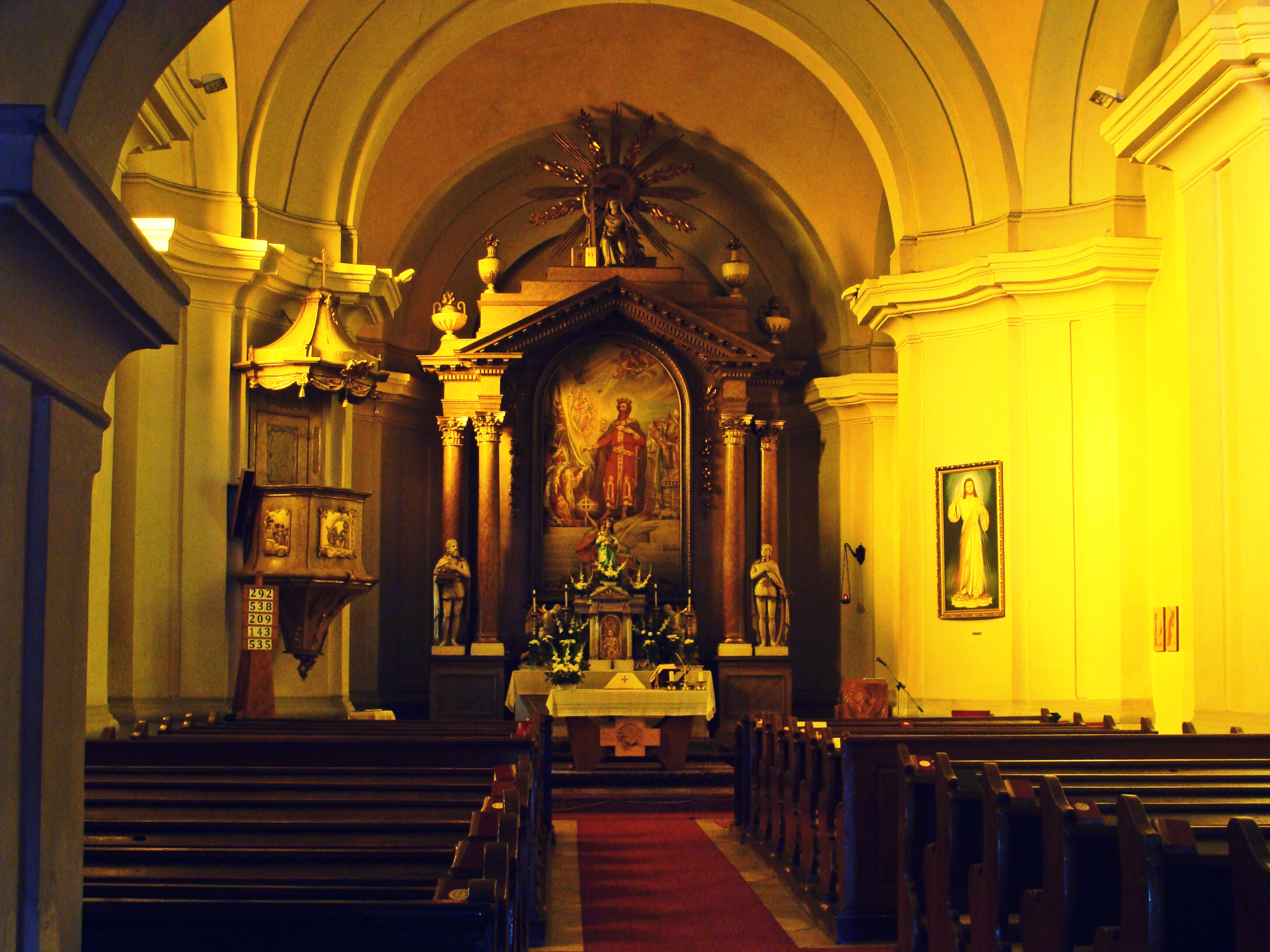
Hauptaltar in der Kirche
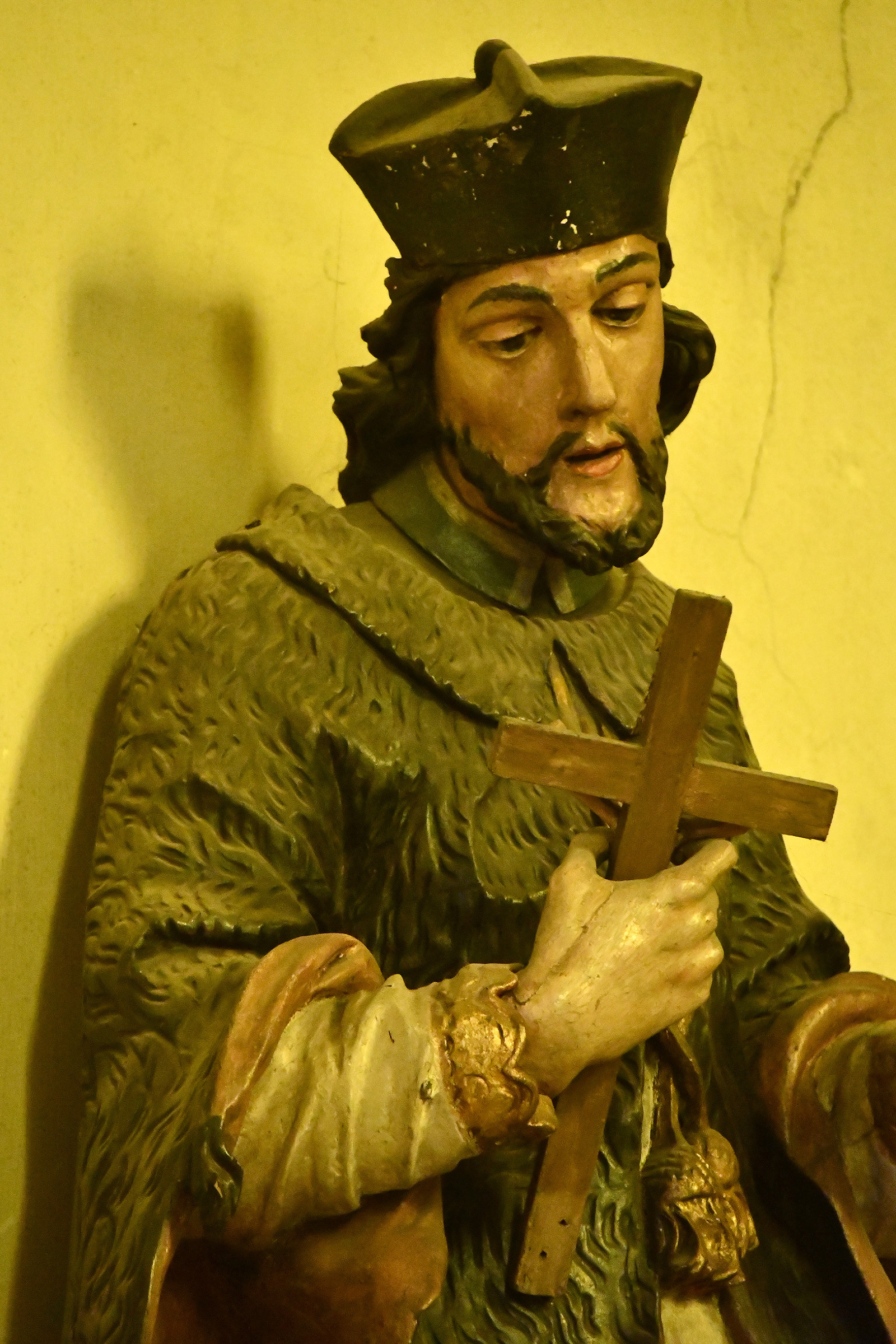
Nepomuki Szent János
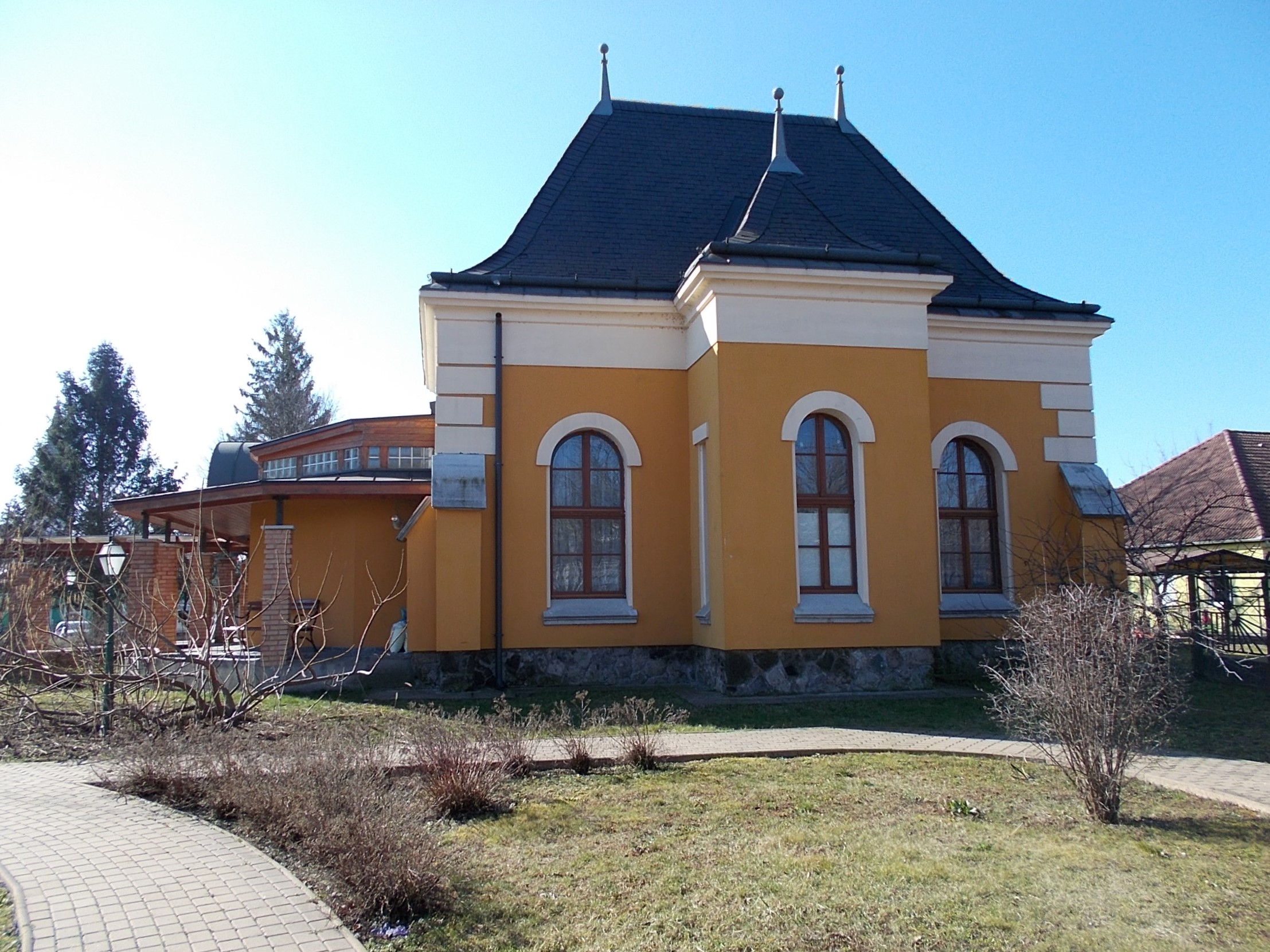
Rathaus
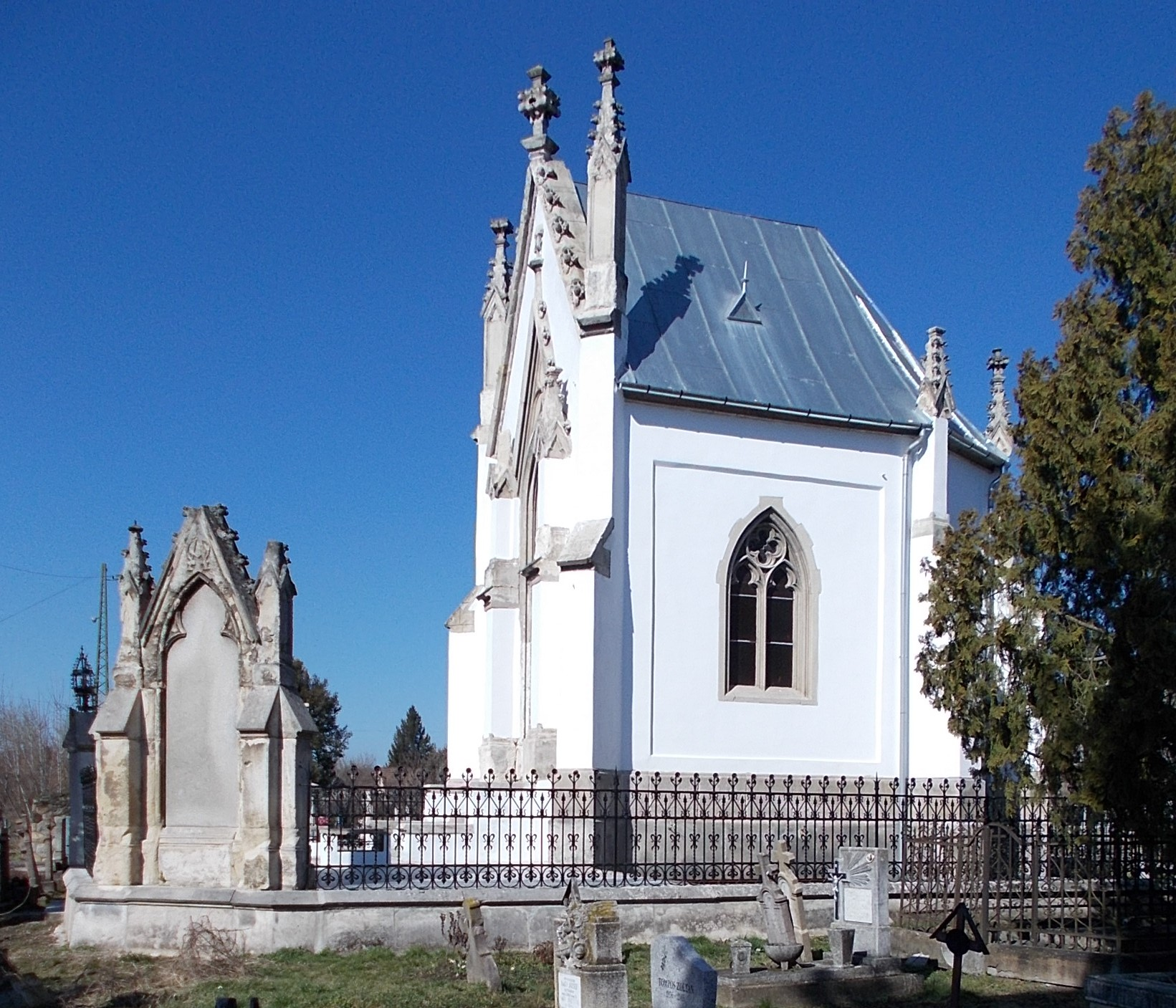
Luczenbacher-Grabkapelle

## Verkehr
Szob liegt an der Bahnstrecke Bratislava–Budapest. Durch die Stadt führt die Hauptstraße Nr. 12, die in östlicher Richtung bis Vác im Donautal verläuft. Es bestehen Busverbindungen über Márianosztra nach Kóspallag sowie über Ipolydamásd und Vámosmikola nach Bernecebaráti. Zudem gibt es eine Fährverbindung über die Donau nach Pilismarót sowie eine Waldbahn, die über Márianosztra nach Nagybörzsöny fährt.